# ازتخم‌درآمده

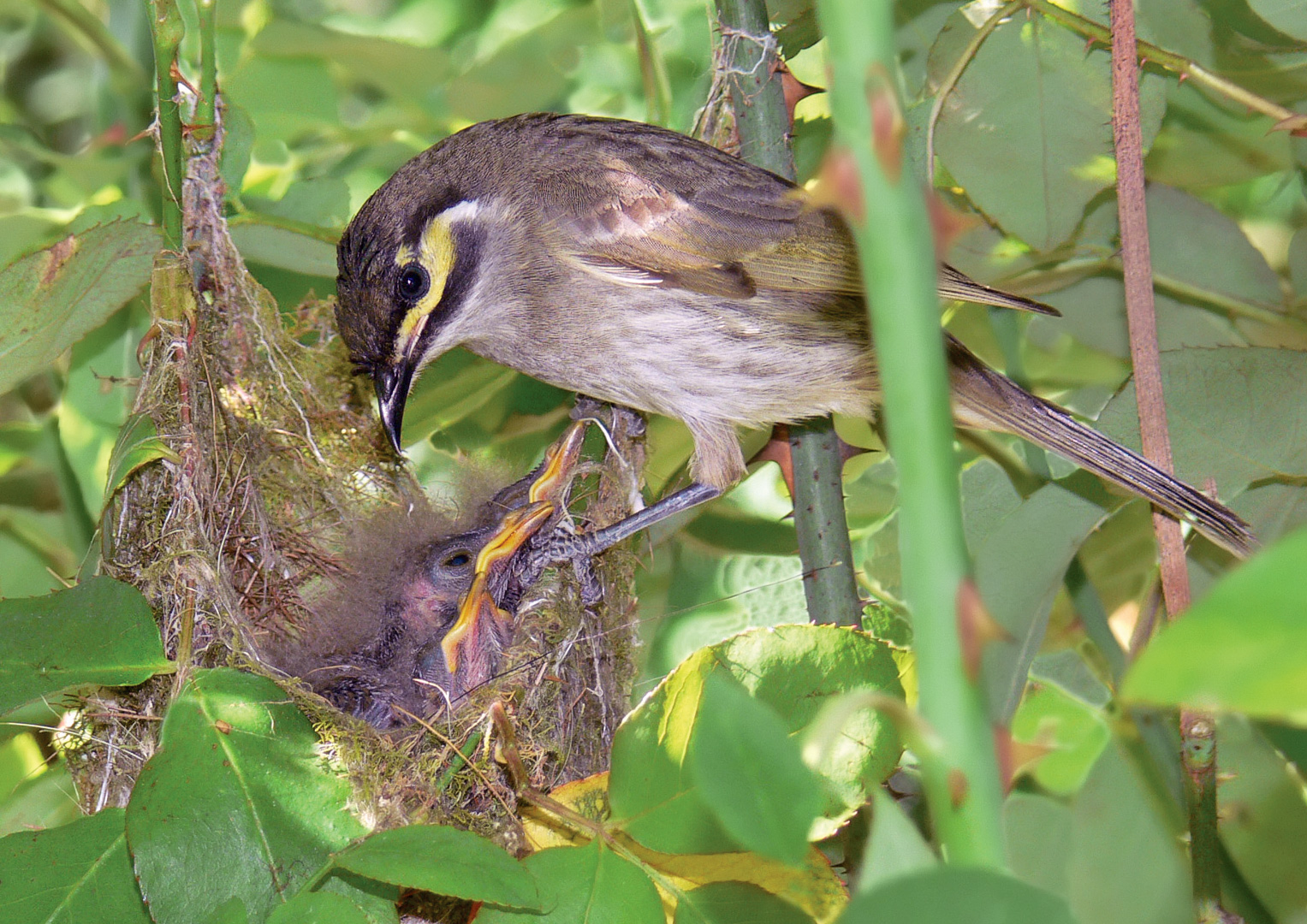
جوجه‌های عسل‌خوار رخ‌زرد

در زیست‌شناسی تخم‌گذاری، ازتخم‌درآمده (به انگلیسی: Hatchling) یک ماهی، دوزیست، خزنده یا پرنده است که تازه از تخم بیرون آمده‌است. گروهی از پستانداران به نام تک‌سوراخ‌سانان تخم می‌گذارند و بچه‌های آنها نیز جوجه ازتخم‌درآمده هستند.

## ماهی
بچه‌های ازتخم‌درآمده ماهی معمولاً مانند خزندگان از مراقبت والدین برخوردار نیستند. مانند خزندگان، بچه‌های ماهی نیز می‌توانند تحت تأثیر ترکیب‌های بیگانه قرار گیرند. به عنوان مثال، قرار گرفتن در معرض زنواستروژن‌ها می‌تواند ماهی‌ها را تبدیل به ماده کند. همچنین، ازتخم‌درآمده‌هایی که در آب با سطوح بالای دی‌اکسید کربن پرورش می‌یابند، رفتار غیرعادی از خود نشان می‌دهند، مانند جذب بوی شکارچیان. این تغییر را می‌توان با غوطه‌ور ساختن در آب گابازین وارونه کرد و سبب این فرضیه شد که آب‌های اسیدی بر شیمی مغز در هنگام جوجه‌کشی تأثیر می‌گذارد.

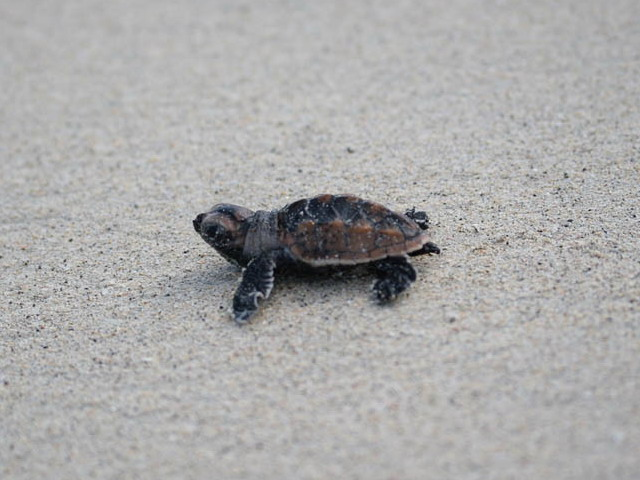
یک لاک‌پشت پوزه‌عقابی که ازتخم‌درآمده

### به عنوان حیوان خانگی
ازتخم‌درآمده‌های خزندگان، به ویژه آنهایی که لاک‌پشت هستند، اغلب به عنوان حیوان خانگی فروخته می‌شوند. گزارش شده‌است که حتی در مکان‌هایی که چنین اقداماتی غیرقانونی است، این کار رخ می‌دهد.

## پرندگان
جوجه تازه ازتخم‌درآمده پرنده ممکن است دیرریس یا زودرس باشند. دیررس به این معنی است که بچه‌ها برهنه و با چشمان بسته از تخم بیرون می‌آیند و برای تغذیه و گرما کاملاً به والدین خود متکی هستند. جوجه‌های دیررس هنگام ازتخم‌درآمدن پردار هستند و می‌توانند بلافاصله لانه را ترک کند. در پرندگانی مانند بلدرچین بابونه، سیستم شنوایی جوجه‌ها توسعه‌یافته‌تر از سیستم بینایی آنهاست، زیرا تحریک دیداری در تخم وجود ندارد، در حالی که تحریک شنوایی می‌تواند حتی پیش از تولد به جنین برسد. همچنین نشان داده شده‌است که رشد شنوایی در جوجه‌های ازتخم‌درآمده توسط محیط‌های دارای تحریک بصری و اجتماعی بالا آشفته می‌شود. بسیاری از بچه‌های جوجه‌آور با برخی از رفتارهای ذاتی به دنیا می‌آیند که به آن‌ها امکان می‌دهد توانایی خود را برای زنده ماندن بهبود بخشند: برای مثال، مرغ‌های جوجه‌آور به‌طور غریزی به اجسام بلند با تضاد رنگی نوک می‌زنند، که سبب می‌شود به نوک والدین خود نوک بزنند و واکنش تغذیه را برانگیزند. آشفتگی غدد درون‌ریز پرندگان میزان بدشکلی‌ها در ازتخم‌درآمده‌ها را افزایش داده و شانس بقا را کاهش می‌دهد. در کرکس‌های ریش‌دار، دو تخم گذاشته می‌شود، اما یکی از آنها اغلب سبب مرگ دیگری می‌شود. گاهی دیده شده‌است که جوجه‌های پرنده‌ای که توسط انسان بزرگ شده‌اند، به عنوان والدین خود نسبت به مراقبان انسانی خود عمل می‌کنند.